# Küknosz (Apollón fia)
Küknosz (görög betűkkel Κύκνος, a név jelentése „hattyú”) Apollón és Thüria (vagy Hürié) fia, aki Pleurón és Kalüdón környékén élt. A mítosz szerint vad, durva vadász volt, akit minden barátja elhagyott, kivéve egy Philiosz nevűt. Amikor végül Philiosz is ellentmondott neki, Küknosz bedobta egy tóba. Apollón ekkor megelégelte fia jellemét és hattyúvá változtatta.